# National Volleyball Association (maschile)
La National Volleyball Association è una lega professionistica di pallavolo maschile statunitense.

## Storia
Fondata nel 2017, la National Volleyball Association prende idealmente il posto della disciolta Premier Volleyball League, torneo sponsorizzato da USA Volleyball con protagoniste le squadre appartenenti alle federazioni regionali a essa affiliate interessate a prendervi parte. La lega nasce con otto formazioni Academy United, Arizona Sizzle, Blizzard, Chicago Lights Out, Icemen, Rising Tide, Team LVC e Team Pineapple. Il primo evento organizzato dalla lega è lo NVA Showcase 2017, vinto dal Blizzard.
La prima edizione della NVA viene sospesa per otto mesi, per motivi organizzativi, e alla ripresa Academy United e Chigago Lights Out abbandonano la lega, lasciando le restanti sei formazioni attive; il torneo si conclude col successo del Team Pineapple. Le formazioni rimaste si affrontano anche nel campionato seguente, con il Blizzard rinominato OC Stunners e l'Arizona Sizzle rinomato Phoenix Ascension e la vittoria finale va al Team LVC: al termine del torneo Icemen, Phoenix Ascension, Rising Tide, Team LVC e Team Pineapple abbandonano la National Volleyball Association per dare vita a una nuova lega, la Volleyball League of America. 
Coi soli OC Stunners (ex Costa Mesa Stunners) rimasti nella lega, questa dà vita a un rebranding totale, con l'affiliazione del Team Freedom e la nascita di sei nuove franchigie: Southern Exposure, Utah Stingers, LA Blaze, Las Vegas Ramblers, Ontario Matadors e Texas Tyrants; tuttavia, a causa della pandemia da Covid-19 l'edizione 2020 della NVA viene prima rinviata e poi sostituita da un mini-torneo, uno showcase, che vede il trionfo degli Utah Stingers.
Dopo il trasferimento dei Tennessee Tyrants in Texas, così diventati Texas Tyrants a partire dal 2021, la NVA annuncia altre due franchigie di nuova espansione con la nascita dei Dallas Tornadoes e dei Chicago Untouchables; la terza edizione del torneo vede invece la vittoria degli OC Stunners. Nel 2022, da un'ulteriore espansione, approdano in NVA i Colorado Kraken e i Seattle Sasquatch: con un numero totale di 12 franchigie, la due conference (American e National Conference) sono ora divise a loro volta in due divisions, chiamate Coastal e Central Division; la vittoria dello scudetto va ai Las Vegas Ramblers. 
Per il 2023 viene annunciata l'uscita dalla lega dei Colorado Kraken, Dallas Tornadoes e dei Seattle Sasquatch, rimpiazzati dai neonati Philadelphia Founders, Puerto Rico Pythons e San Diego Wild; gli OC Stunners sono la prima franchigia a scrivere per la seconda volta il proprio nome nell'albo d'oro del torneo. L'edizione 2024 del torneo viene invece cancellata.

## Albo d'oro
| Anno          | Podio              | Podio              | Podio         |               |
| Campione      | Seconda            | Terza              |               |               |
| ------------- | ------------------ | ------------------ | ------------- | ------------- |
| 2018 Dettagli | Team Pineapple     | Arizona Sizzle     | Icemen        |               |
| 2019 Dettagli | Team LVC           | Team Pineapple     | OC Stunners   |               |
| 2020          | Non disputato      | Non disputato      | Non disputato | Non disputato |
| 2021 Dettagli | OC Stunners        | Las Vegas Ramblers | Utah Stingers |               |
| 2022 Dettagli | Las Vegas Ramblers | OC Stunners        | Texas Tyrants |               |
| 2023 Dettagli | OC Stunners        | San Diego Wild     | Texas Tyrants |               |
| 2024          | Non disputato      | Non disputato      | Non disputato | Non disputato |

## Palmarès
| Squadre            | Titoli | Stagioni   |
| ------------------ | ------ | ---------- |
| OC Stunners        | 2      | 2021, 2023 |
| Team Pineapple     | 1      | 2018       |
| Team LVC           | 1      | 2019       |
| Las Vegas Ramblers | 1      | 2022       |